# R Coronae Borealis
R Coronae Borealis è una stella supergigante gialla situata nella costellazione della Corona Boreale, prototipo di una classe di stelle variabili, che varia di numerose magnitudini nel corso di intervalli irregolari. R Coronae Borealis, che normalmente splende ad una magnitudine di 6 (al limite della visibilità ad occhio nudo), in un periodo compreso tra pochi mesi ed alcuni anni diminuisce di luminosità, sino alla magnitudine 14; nei mesi seguenti ritorna gradualmente alla sua consueta luminosità. Per questo motivo questa classe di variabili è detta "Fade-Out star" (Stella che si affievolisce) o "Nova inversa".
La causa di questo strano comportamento andrebbe ricercata in una regolare emissione di carbonio dall'atmosfera stellare. L'improvviso calo della luminosità potrebbe essere causato da una rapida condensazione delle polveri, opache alla luce, che quindi bloccano la radiazione luminosa della stella. Il graduale ritorno alla normale luminosità è dovuto alla dispersione delle polveri ad opera della pressione di radiazione. Questa causa è stata scoperta dall'astronomo statunitense John Aloysius O'Keefe.